# Oberland (Helgoland)

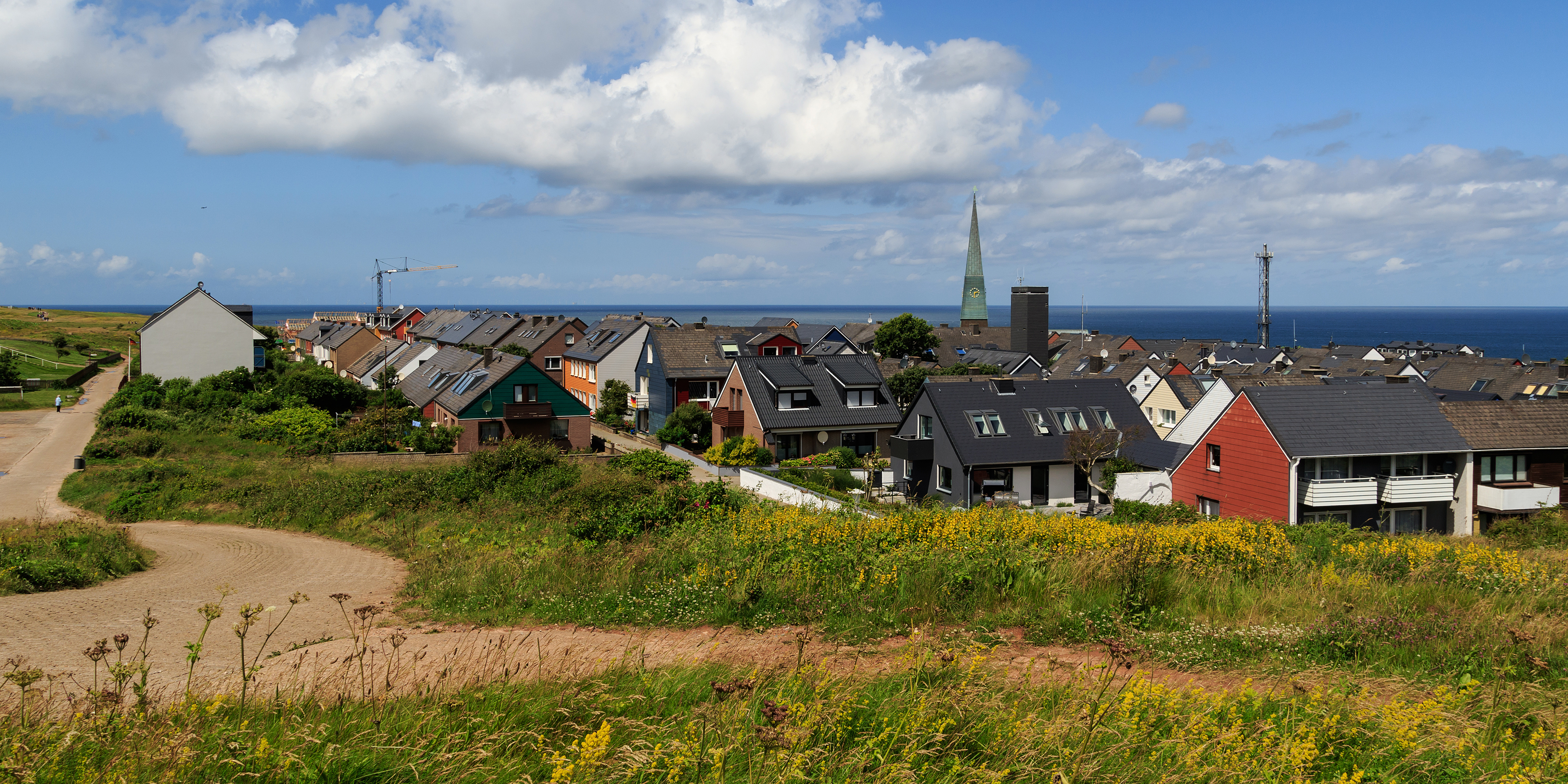
Oberland mit Siedlung, 2016

Oberland (Helgoländer Friesisch: deät Bopperlun) wird das Plateau der Insel Helgoland genannt. Darüber hinaus wird die Insel in Unterland und Mittelland (entstanden durch die Sprengung am 18. April 1947) gegliedert. Höchster Punkt des Oberlandes ist der Pinneberg mit 61,3 m NHN, welcher den Rand eines Sprengkraters darstellt und diesen nichtamtlichen Namen erst 1998 erhielt. Das Oberland ist durch einen Aufzug oder durch drei Treppen mit 182 bis 260 Stufen zu erreichen. Darüber hinaus führt nahe der Jugendherberge am Nordstrand der Jägersteig vom Nordostland ins Oberland. Vom Hafen führt im Süden der Insel eine Fahrstraße über das Mittelland ins Oberland. In der Mitte des Wohngebiets im südlichen Teil befindet sich die Kirche St. Nicolai. Zu den prägnanten Bauwerken zählen der 35 m hohe Leuchtturm, hervorgegangen aus dem ehemaligen Flakleitturm, und die 135 m hohe Antenne des Senders Helgoland. 1965 wurden auf dem unbebauten Teil des Oberlands noch 500 Bomben-Blindgänger vermutet.